# Anna Lesznai
Dans le nom hongrois Lesznai Anna, le nom de famille précède le prénom, mais cet article utilise l’ordre habituel en français Anna Lesznai, où le prénom précède le nom.
Anna Lesznai (née Amália Moscovitz le 3 janvier 1885 à Alsókörtvélyes en Autriche-Hongrie, aujourd’hui Nižný Hrušov en Slovaquie – morte le 2 octobre 1966 à New York) est une poétesse, graphiste et peintre hongroise. En 1911, elle a rejoint le groupe connu sous le nom « Les Huit ».

## Biographie
Son père, Geyza Moscovitz, est un propriétaire terrien, et l'expérience de son enfance et de son adolescence en milieu rural à Körtvélyes l'accompagnera toute sa vie. Elle apprend à broder auprès de paysannes, puis étudie les arts appliqués en tant qu'élève de Sándor Bihari (en) à Budapest et de Lucien Simon à Paris. C'est par le biais de son cousin Lajos Hatvany que ses premiers poèmes parviennent à la revue littéraire Nyugat. En 1909, lorsque paraît son premier recueil poétique, Hazajáró versek, Endre Ady en fait une critique élogieuse.
Elle est membre honoraire des Huit et participe en 1911 à leur exposition novatrice. Elle vit peu de temps avec son premier mari Károly Garay, puis est mariée à Oszkár Jászi (en) de 1913 à 1918. Elle est en relation d'étroite amitié avec les plus importants représentants du mouvement artistique progressiste hongrois : Endre Ady, Margit Kaffka, Béla Balázs, György Lukács, et de nombreux autres membres du cercle des auteurs des revues Nyugat et Huszadik Század (« Vingtième siècle »).
En 1919 elle émigre à Vienne. Depuis ce moment jusqu'à sa mort, elle est mariée au peintre Tibor Gergely (hu), avec qui elle revient à Budapest en 1930. Sa maison de Budapest et celle de Körtvélyes abritent de nombreux écrivains et artistes, et elle suit avec attention la carrière de jeunes artistes comme Attila József et Miklós Radnóti. En 1939, elle est à nouveau obligée d'émigrer.
Aux États-Unis, elle enseigne longtemps la peinture, notamment au Wellesley College et à Cambridge, puis ouvre une école d'art à New York. Elle termine alors son roman décrivant son époque, Kezdetben volt a kert (« Au début était le jardin », Szépirodalmi kiadó, Budapest, 1966). Les deux dernières années de sa vie, elle revient fréquemment en Hongrie, et fait paraître le recueil de ses poèmes choisis Köd előttem, köd utánam (« Brouillard devant moi, brouillard derrière moi », Szépirodalmi kiadó, Budapest, 1967). Conformément à ses dernières volontés, ses cendres sont ramenées en Hongrie.

## Œuvre
Sa lyre pleine de pathos, aux tonalités fraîches, et les thèmes féminins qui la caractérisent la placent parmi les meilleures poétesses hongroises.
À travers ses principaux motifs poétiques, le jardin, la terre, l'arbre, la fleur, ce n'est pas le monde réel qu'elle évoque mais l'unité ancestrale de l'« existence aux cent poitrines » (százkeblű lét).
Ses contes pour petits et grands sont peuplés des souvenirs du monde féérique de Körtvélyes ; elle les illustre elle-même et, du fait de leur nature de conte, l'aspect stylisé est encore plus prononcé que dans sa poésie.
Ses broderies et couvertures de livres, dans un style Art nouveau influencé par l'art populaire hongrois, témoignent d'une riche inventivité. Elle a par exemple réalisé la couverture du recueil poétique d'Endre Ady Ki látott engem? (« Qui m'a vu ? », 1914).